# Dinastia Liang
La dinastia Liang (梁朝S, LiángcháoP; 502-557) o Liang Meridionale (南梁S, Nán LiángP) fu la terza dinastia del Sud durante il periodo delle dinastie del Nord e del Sud in Cina, preceduta dalla dinastia Qi meridionale e seguita dalla dinastia Chen.
La dinastia Liang Occidentale (西梁S, Xī LiángP), fondata nel 555 da Liang Xuandi, un nipote del fondatore dei Liang Wudi, affermava di essere la vera discendente della dinastia Liang; divenne sottomessa ai successivi Wei Occidentali, Zhou e venne eliminata dalla dinastia Sui nel 587.

## Sovrani della dinastia Liang
1. Wu (Xiao Yan) (502-549)
2. Jianwendi (Xiao Gang) (549-551)
3. Yuandi (Xiao Yi) (551-554)
4. Jing (Xiao Fangzhi) (554-557)

## Eredità artistica
Le tombe di parecchi dei membri della famiglia Xiao, con i loro complessi scultorei in diversi stati di conservazione, si trovano nei pressi di Nanchino. Il miglior esempio superstite della statuaria monumentale del periodo Liang è, forse, l'insieme della Tomba di Xiao Xiu (475-518), un fratello dell'imperatore Wu, situato nel Distretto di Qixia ad est di Nanchino.

Tombe della dinastia Liang
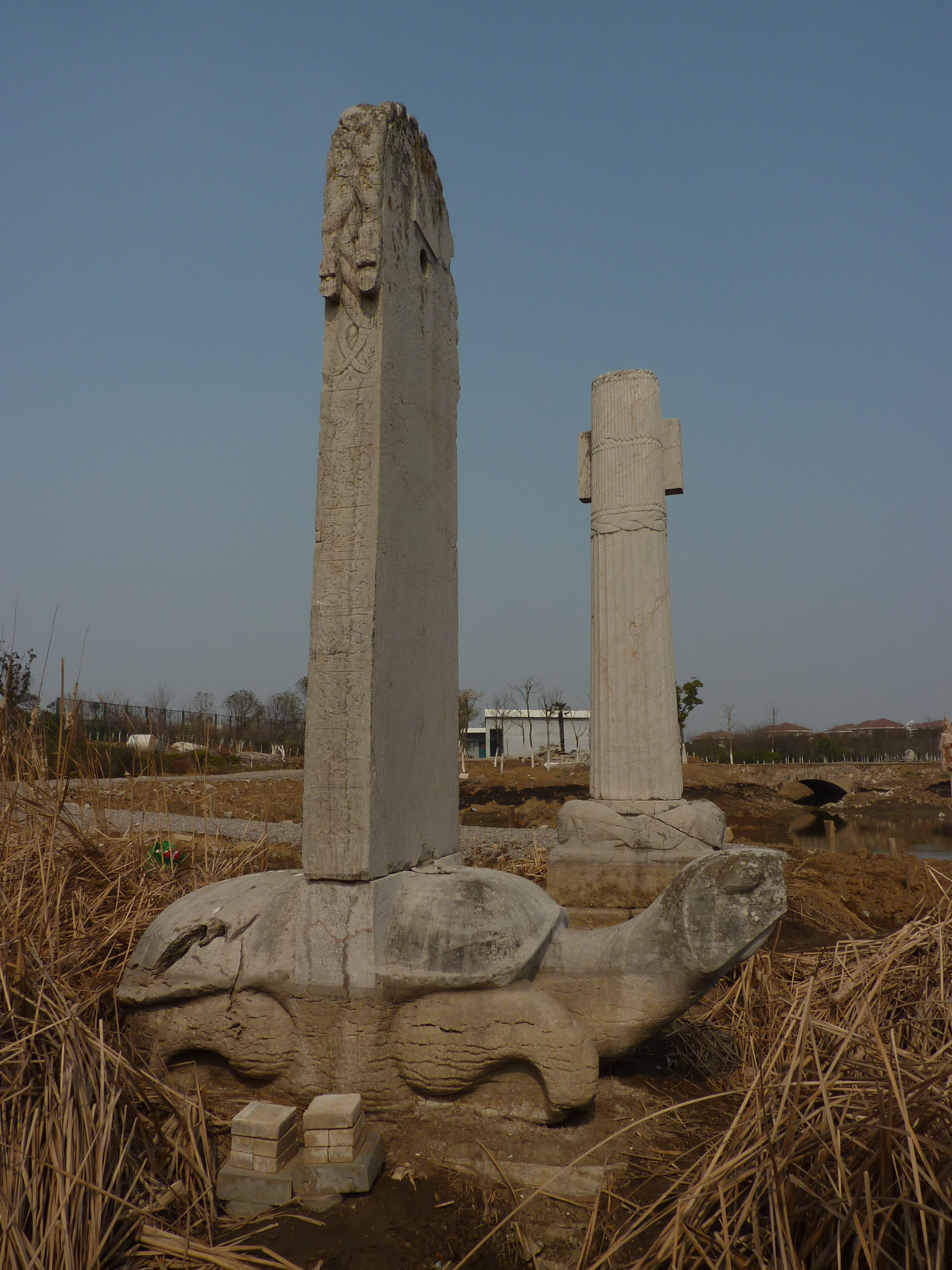
Un Bixi che supporta una stele ed una colonna; tomba di Xiao Hong
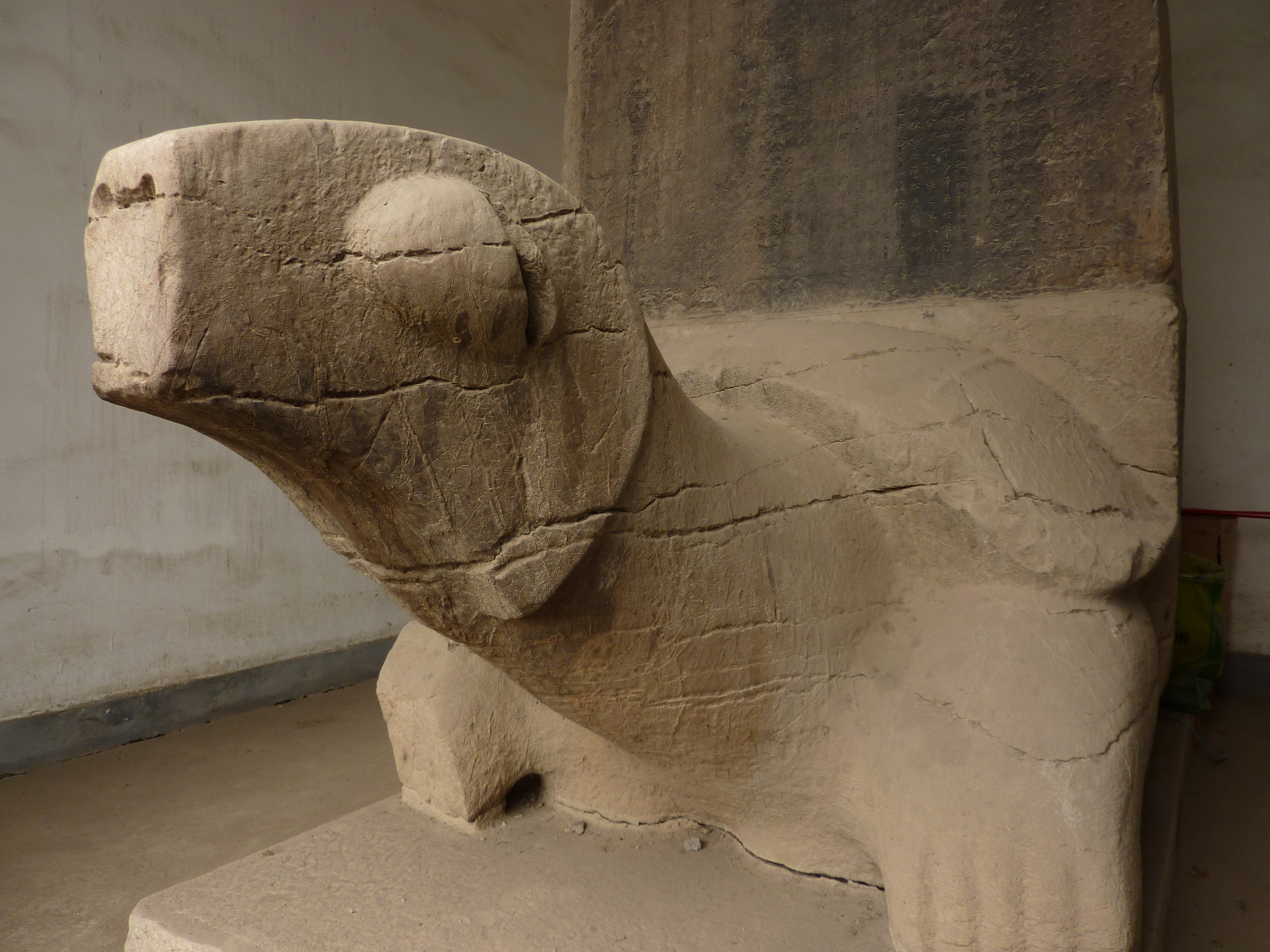
Un bixi; tomba di Xiao Dan
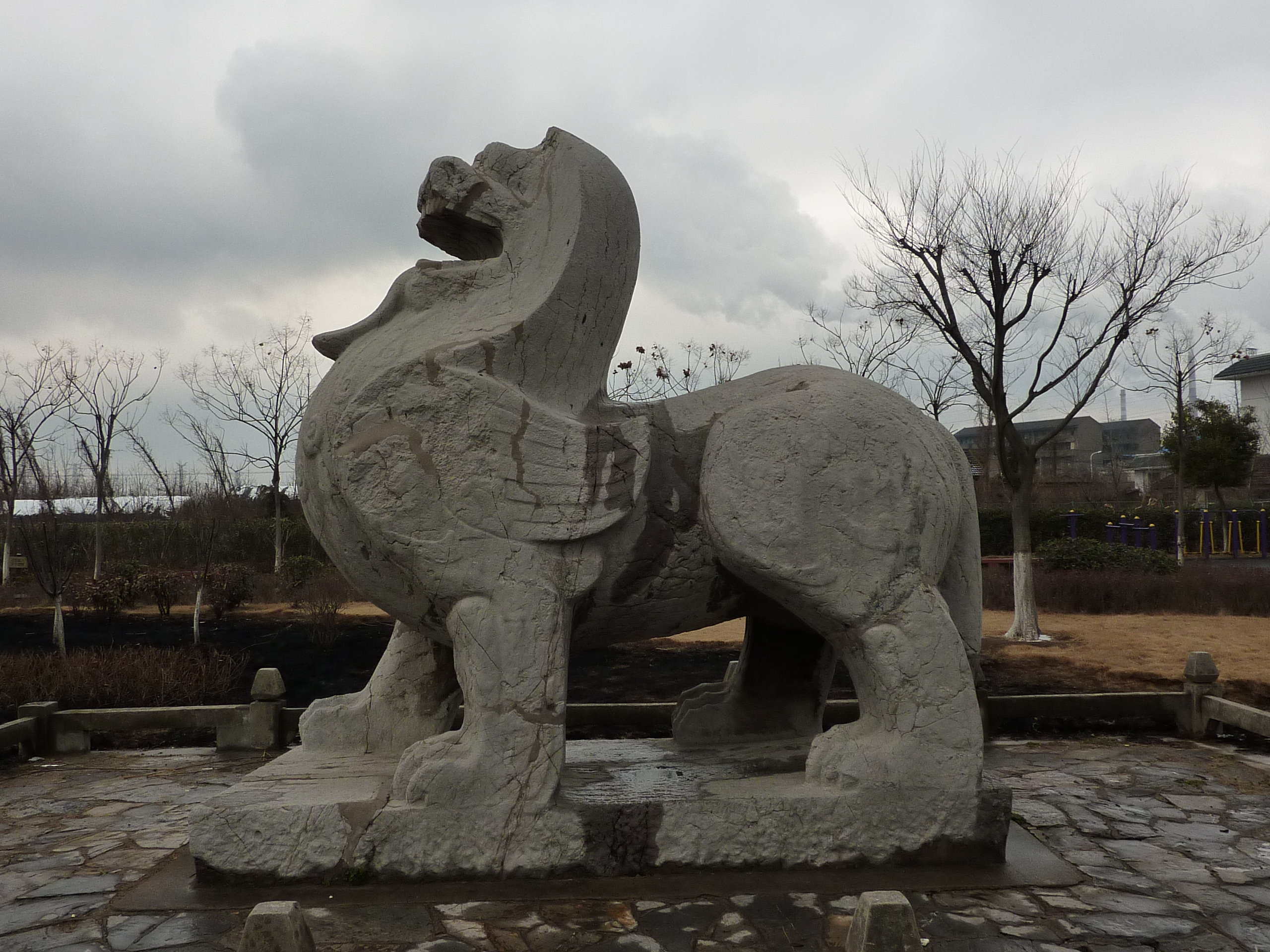
Un bixie (chimera); tomba di Xiao Hui
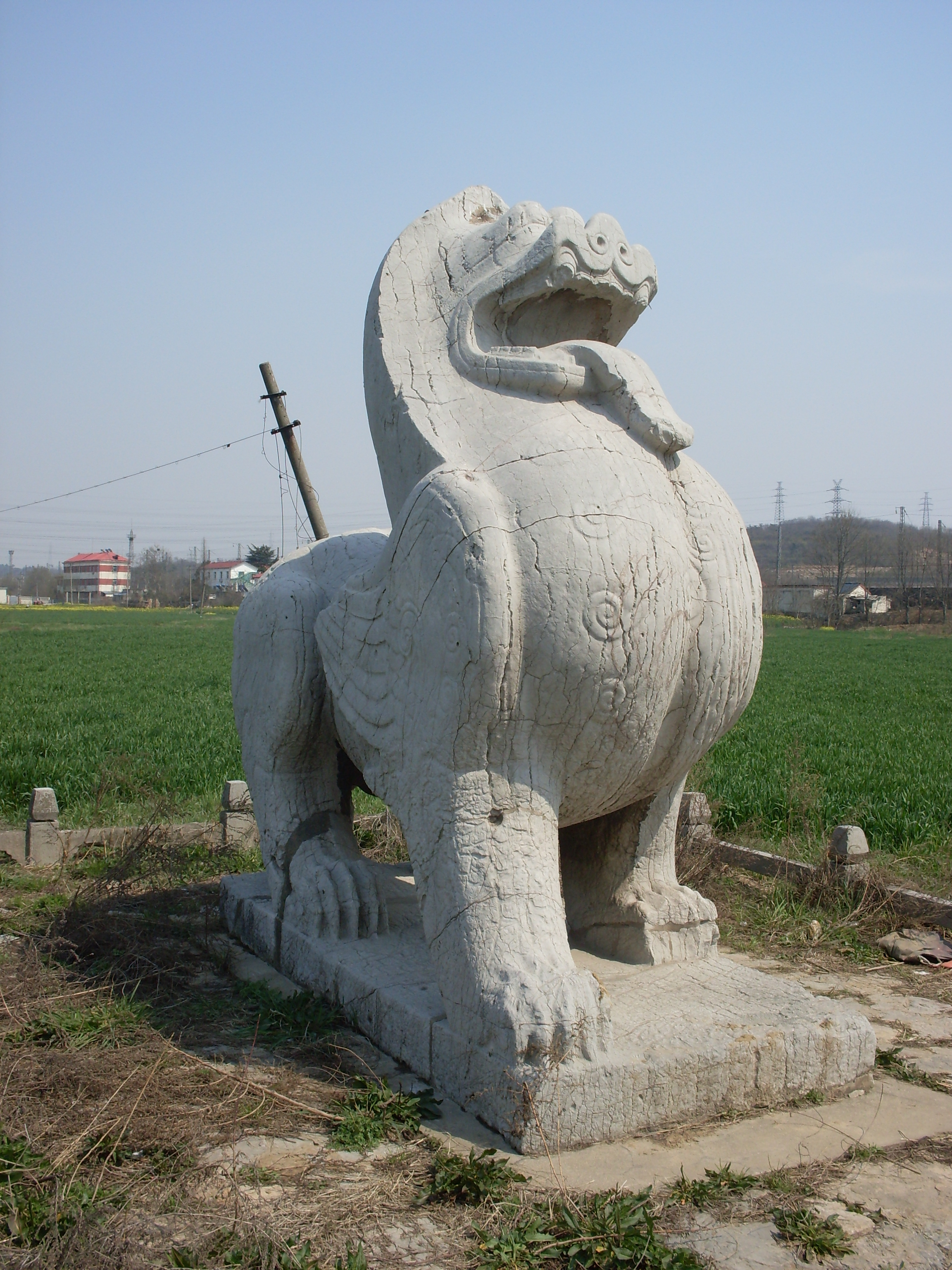
Un bixie vicino alla tomba di Xiao Jing, generalmente considerato il simbolo di Nanchino
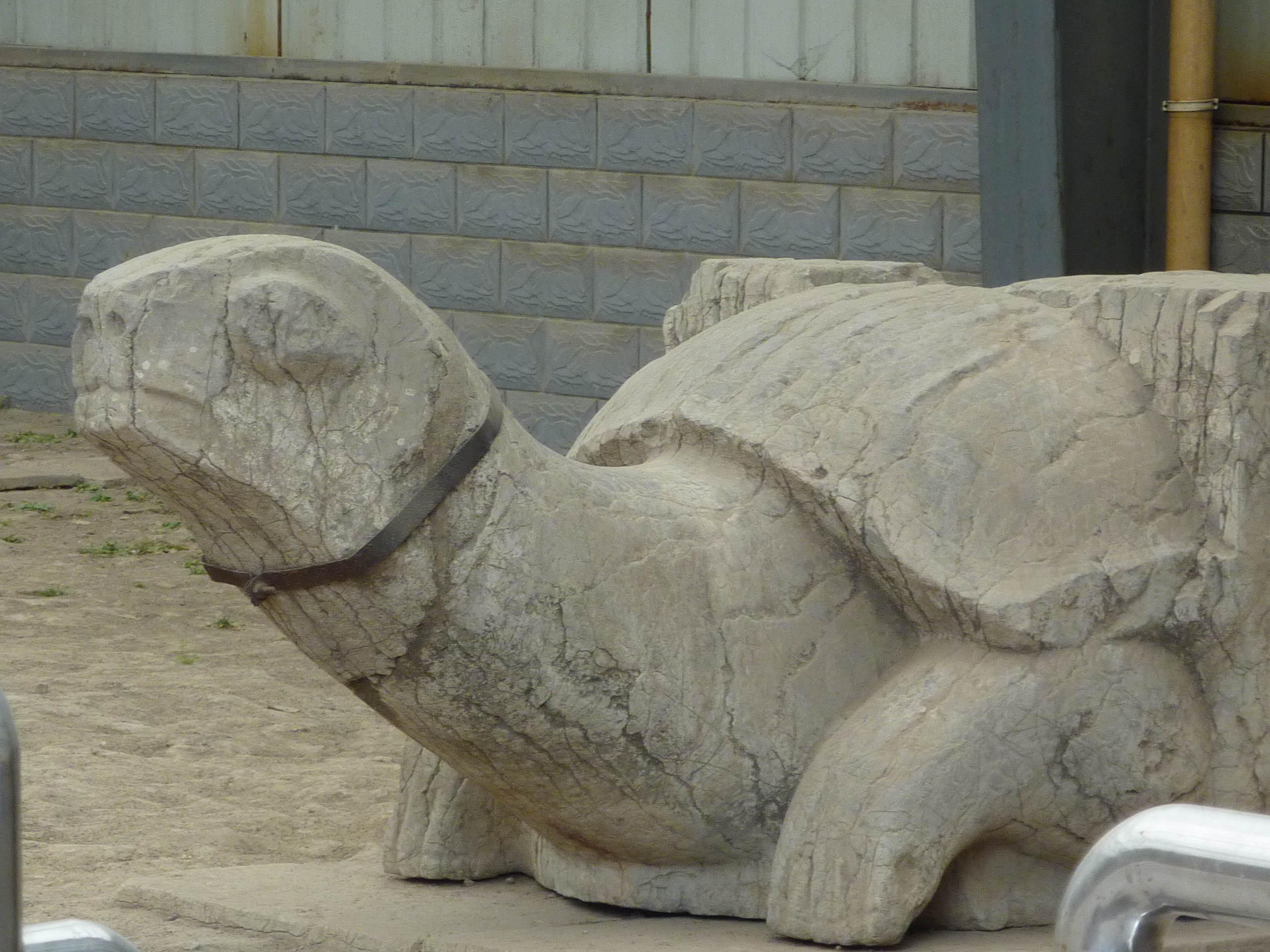
Un basamento di stele a forma di tartaruga; tomba di Xiao Xiu
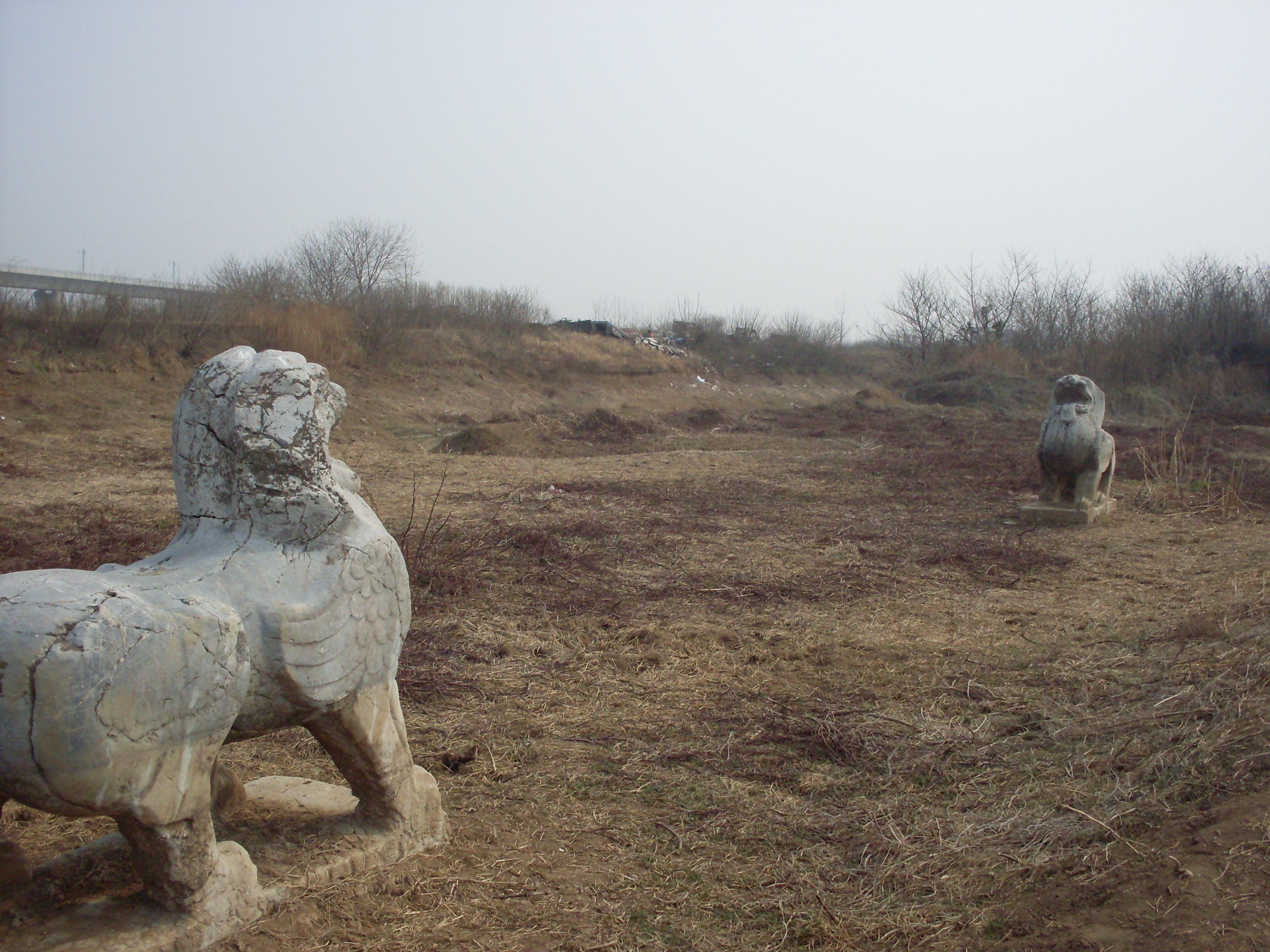
Due bixie nei pressi della tomba di Xiao Zhengli

## Cronologia politica del periodo
| « Tre Regni » 220-280 : 60 anni                                 | « Tre Regni » 220-280 : 60 anni                         |
| --------------------------------------------------------------- | ------------------------------------------------------- |
| Cina del Nord : Cao Wei a Luoyang                               | Cina del Sud-Ovest: Shu Cina del Sud-Est : Wu           |
| Breve riunificazione : Dinastia Jìn a Luoyang 265-316 : 51 anni |                                                         |
| Nuova frammentazione                                            |                                                         |
| al Nord : «Sedici regni» : 304-439 : 135 anni                   | al Sud : Dinastia Jin orientale: 317-420 : 103 anni     |
| « Dinastie del Nord »                                           | « Dinastie del Sud »                                    |
| Dinastia Wei settentrionale: 386-534 : 148 anni                 | Dinastia Liu Song 420-479 : 59 anni                     |
| Dinastia Wei dell'Est: 534-550 : 16 anni                        | Dinastia Qi o Qi del Sud 479-502 : 23 anni              |
| Dinastia Wei dell'Ovest: 535-556 : 21 anni                      | Dinastia Liang : 502-557 : 55 anni                      |
| Dinastia Qi del Nord: 550-577 : 27 anni                         | Liang posteriore o Liang occidentale: 555-587 : 32 anni |
| Dinastia Zhou del Nord: 557-581 : 24 anni                       | Dinastia Chen: 557-589 : 32 anni                        |